# Gustav Elfving
Erik Gustav Elfving, född 25 juni 1908 i Helsingfors i Finland, död 25 mars 1984 i Helsingfors, var en finländsk matematiker och statistiker, som var svenskspråkig professor i matematik vid Helsingfors universitet 1948–1975. Han var 1964–1975 inspektor vid Åbo nation. År 1974 invaldes han som utländsk ledamot av svenska Vetenskapsakademien.
I statistiken skrev han banbrytande artiklar om den optimala utformningen av experiment. Han gav andra framträdande bidrag till de matematiska vetenskaperna och till finska universitet.

## Biografi
Elfving var son till Fredrik Elfving, professor i botanik vid Helsingfors universitet, och Thyra Elfving (född Ingman). Han var yngst av fyra barn. Elfving fick utmärkta betyg vid Svenska normallyceum i Helsingfors, ett gymnasium för svenskspråkiga pojkar i Helsingfors, från vilket han tog examen 1926. Samma år skrev han in sig vid Helsingfors universitet och planerade att studera astronomi, men bytte till matematik och tog examen 1930 i matematik, med astronomi och fysik som biämnen. Från 1927 till 1929 arbetade han som beräkningsassistent vid Helsingfors universitets astronomiska observatorium. Han studerade sannolikhetsteori för J. W. Lindeberg, som nu är känd för Lindebergs tillstånd för den centrala gränsvärdessatsen. Elfving skrev 1934 sin doktorsavhandling under handledning av Rolf Nevanlinna där han studerade Riemanns ytor och deras uniformisering. I Nevanlinna-teorin om värdena på meromorfa funktioner berömdes Elfvings resultat av Drasin.

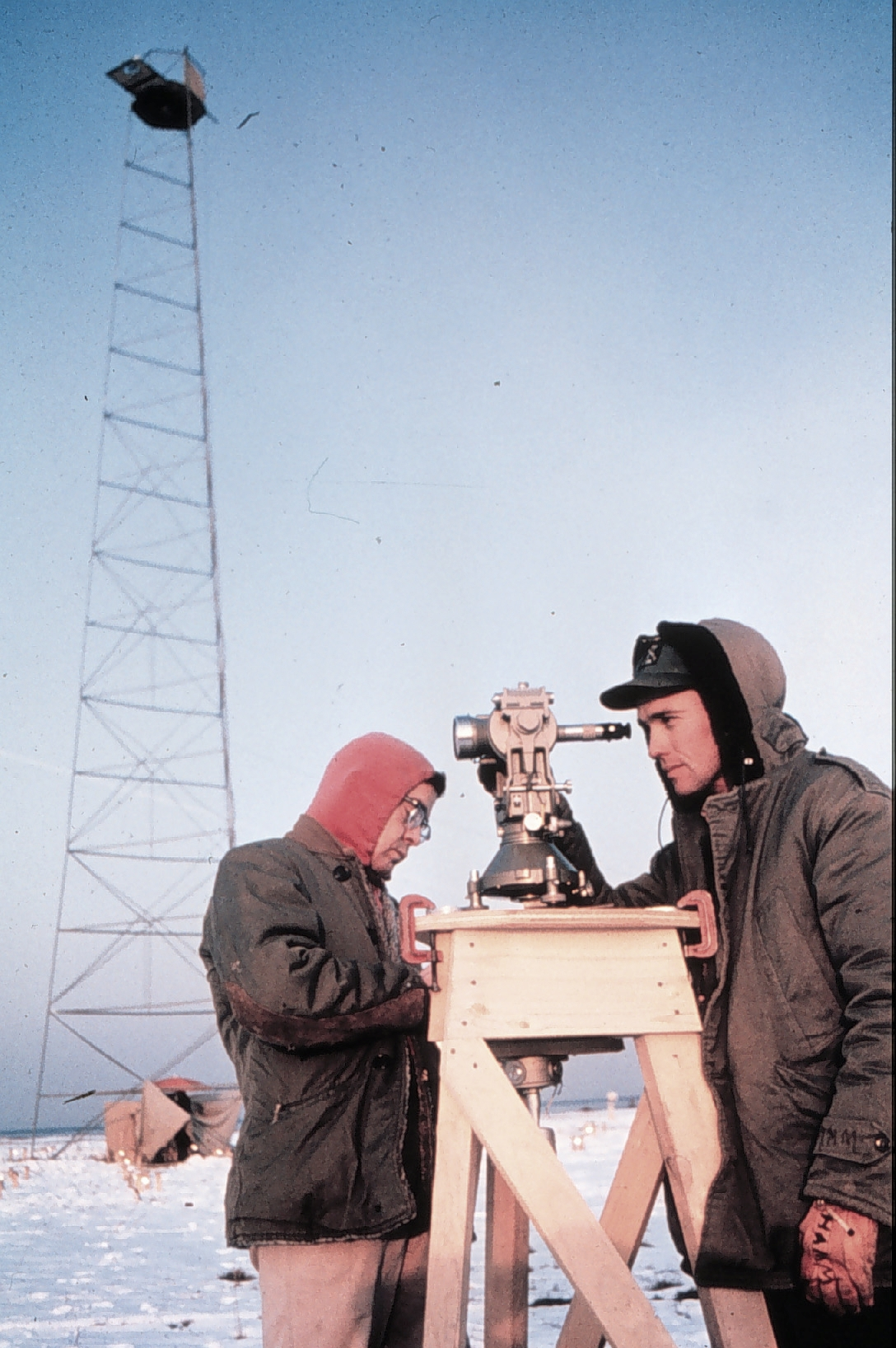
Elfving uppfann den optimala utformningen av experiment, och minimerade på så sätt lantmätarnas behov av teodolitmätningar (bilden), medan han under en expedition var instängd i sitt tält på stormdrabbade Grönland.

## Karriär och vetenskapligt arbete
I statistiken är Elfving känd som en av grundarna till den moderna teorin om optimal design av experiment. Medan han åtföljde en lantmäteriexpedition till västra Grönland lämnade förlängda och intensiva regn Elving med tre dagar i sitt tält, under vilken tid han anser att de bästa platserna för observationer för att uppskatta parametrar på linjära modeller. Elfvings idéer framkom i hans artikel om optimal design av experiment för att uppskatta linjära modeller. Denna uppsats introducerade också begrepp från konvex geometri, inklusive "Elfving sets" och Elfvings teorem. Eftersom de är symmetriska bildas Elfving-uppsättningar genom föreningen av en uppsättning och dess reflektion genom ursprunget, −S ∪ S. Enligt Chernoff (1999, s. 204) var Elfving generös med att kreditera andras resultat: Hans artikel i Cramér-festskriften erkände opublicerade anteckningar av L. J. Savage; Elfving var domare för det grundläggande papperet om optimal design av Kiefer och Wolfowitz.
Som professor vid Helsingfors universitet ansvarade Elfving för att skriva finskspråkiga texter, som användes i årtionden. I sina texter och recensioner betonade Elfving statistikens beslutsteoretiska grundvalar, efter Neyman, Pearson, and Wald, och erkände värdet av Bayesianska metoder i statistik och även i operationsforskning. Elfving introducerade den statistiska symbolen för probabilistisk självständighet ⊥⊥, vilket är ett starkare tillstånd än ortogonalitet ⊥, på 1950 -talet.
Elfving gjorde framstående insatser inom många områden. I matematik forskade han i komplex analys och sannolikhetsteori (särskilt Markov och punktprocesser). Inom statistisk teori fanns hans mest inflytelserika arbete i optimal design, men han arbetade också inom samplingsteori, psykometri, tillämpad statistik och beslutsvetenskap (inklusive beslutsteori, spelteori och bayesiansk statistik). Han bidrog också till matematikundervisningen genom att skriva läroböcker, bokrecensioner och populärvetenskap och skrev artiklar och en bok om matematikens historia.
Elfving blev professor i matematik vid Helsingfors tekniska universitet och efterträdde Lars Ahlfors, som hade flyttat till Harvard University. Under läsåret 1946–1947 tjänstgjorde Elfving som locum tenens professor vid Stockholms universitet. Han var inbjuden talare vid det tredje Berkeleysymposiet om sannolikhet och matematisk statistik 1955. Samma år besökte han Columbia University på våren, på inbjudan av Theodore W. Anderson, Herbert Robbins och Herbert Solomon. Han besökte Salomo igen vid Stanford University under hösten 1960 och våren 1966.
Vid Helsingfors universitet 1964–1975 var Elfving inspektor för Åbo Nation, en svenskspråkig "nation" vid Helsingfors universitet. Vid finska och svenska universitet är "nationer" studentföreningar med likheter med broderskap eller kooperativ där inspektorn är en högt respekterad universitetstjänsteman, vanligtvis en seniorprofessor, som förrättar och gör framträdanden vid formella funktioner.